# デルタ波

デルタ波

デルタ波（デルタは、英: Delta wave）は、脳波計 (EEG) によって計測される、周波数が 1 Hz から 4 Hz で高振幅の脳波であり、徐波睡眠 (slow-wave sleep) と関連付けられている。
デルタ波はノンレム睡眠時のステージIV で最も頻繁に検出され、計測される脳波の 50% 以上になる

。

## 発達におけるデルタ波
新生児の覚醒時の脳波の分析によると、新生児ではデルタ波の活動が顕著であることが分かっている。また、5歳児でも覚醒時のデルタ波が、まだ現れている。
徐波睡眠中のデルタ波の活動は思春期において減少する。11歳から14歳の被験者において、25% の減少が報告されている
。

## 障害
健康な成人の覚醒時には、デルタ波の活動の大部分は一般的に計測されない。しかし、複数の研究において、陶酔やせん妄状態の成人や、認知症や統合失調症と診断された成人において、デルタ波が増加していることが示されている。

## 薬物の影響
フルニトラゼパム
フルニトラゼパムはデルタ波を減少させる。ベンゾジアゼピン系薬物はデルタ波に影響を及ぼすが、その作用はベンゾジアゼピン受容体への作用によるものではない可能性がある。デルタ活動はノンレム睡眠深度の指標であり、深いデルタ睡眠レベルは良い睡眠をもたらす。従って、フルニトラゼパムは睡眠の質を劣化させる。
ミノサイクリン
ミノサイクリンは健康な男子学生の実験で、200mg単回投与で徐波睡眠 (Slow-wave sleep) が明らかに減少し、偽薬に変更後2回の夜も持続した。レム睡眠 (Rapid eye movement sleep) は全ての夜で減少しなかった。